# Klaus Kleinfeld

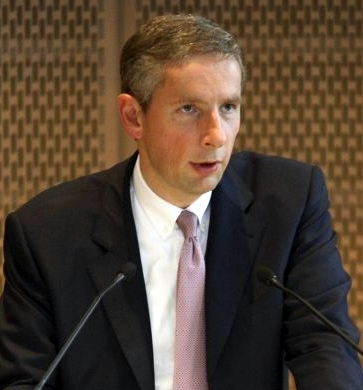
Klaus Kleinfeld (2006)

Klaus Christian Kleinfeld (* 6. November 1957 in Bremen) ist ein deutscher Manager. Er war von Januar 2005 bis Juni 2007 Vorstandsvorsitzender der Siemens AG. Während der Aufdeckung einer Korruptionsaffäre im Unternehmen verweigerte der Aufsichtsrat die von ihm geforderte vorzeitige Vertragsverlängerung, woraufhin Kleinfeld zurücktrat. Von Mai 2008 bis November 2016 war er Chief Executive Officer des US-amerikanischen Aluminiumkonzerns Alcoa, nach dessen Aufspaltung führte er bis zu seiner Entlassung im April 2017 Arconic. Im Oktober 2017 wurde er als Leiter des saudi-arabischen Projekts Neom vorgestellt und im August 2018 zu dessen Verwaltungsratschef ernannt.

## Biografie
Kleinfeld entstammt einer Arbeiterfamilie. Er studierte Betriebswirtschaftslehre und Wirtschaftspädagogik an der Georg-August-Universität Göttingen und schloss sein Studium 1982 als Diplom-Kaufmann ab. Anschließend ging er als wissenschaftlicher Mitarbeiter an das Institut der Stiftung für empirische Sozialforschung in Nürnberg. 1992 wurde er an der Julius-Maximilians-Universität Würzburg mit der Arbeit Das Corporate-Identity-Konzept unter dem Gesichtspunkt strategischer Unternehmensführung zum Dr. rer. pol. promoviert.
Seine Wirtschaftskarriere begann Kleinfeld 1986 bei Ciba-Geigy in Basel. 1987 wechselte er zur Siemens AG, zunächst als Referent im Zentralbereich Vertrieb. 1996 gründete und leitete er die interne Managementberatung Siemens Management Consulting (SMC). In dieser Funktion war er maßgeblich an der Entstehung und Einführung des Unternehmensprogramms top+ beteiligt. 1998 wechselte er in den Bereich Medizintechnik in der Nähe von Erlangen und leitete dort das weltweite Geschäft für Röntgen- und Angiografie-Anlagen. Im April 2000 wurde er zum Mitglied des Bereichsvorstandes ernannt.
2001 wurde Kleinfeld zum Chief Operating Officer der Siemens-Landesgesellschaft in den USA berufen. 2002 bis Ende 2003 verantwortete er als President and Chief Executive Officer das US-Geschäft des Konzerns mit 65.000 Mitarbeitern und einem Geschäftsvolumen von rund 17 Milliarden US-Dollar. Dabei war ein Erfolgsfaktor sein geschicktes Agieren als Lobbyist in Politik und Wirtschaft.
Im Januar 2004 folgte Kleinfelds Berufung in den Siemens-Zentralvorstand, wo er für einige Monate das Arbeitsgebiet Information and Communications sowie die Regionalgesellschaften in Afrika, dem Mittleren Osten, Russland und in den übrigen Ländern der GUS betreute. Gleichzeitig leitete Kleinfeld die zentrale Strategieabteilung der Siemens AG. Mit der Ernennung zum stellvertretenden Vorstandsvorsitzenden Mitte 2004 gab er diese Aufgaben jedoch wieder ab.
Im Januar 2005 löste Kleinfeld als elfter Vorstandsvorsitzender Heinrich von Pierer als Vorsitzenden des Vorstands der Siemens AG ab, der in den Aufsichtsrat wechselte.
Im April 2007 teilte Kleinfeld mit, dass er für eine Vertragsverlängerung nicht zur Verfügung stehe. Vorausgegangen war eine Verschiebung der Entscheidung über die Vertragsverlängerung, die der Siemens-Aufsichtsratsvorsitzende Gerhard Cromme mit Bedenken wegen der US-Börsen-Aufsichtsbehörde SEC und damit einhergehenden schwerwiegenden Risiken für den Konzern im Zuge der Aufdeckung einer Schmiergeldaffäre im Unternehmen begründete. Im Mai 2007 berief der Vorsitzende des Aufsichtsrats der Siemens AG Cromme den Österreicher Peter Löscher mit Wirkung ab Juli 2007 als neuen Vorstandsvorsitzenden.
Von 2007/08 bis 2017 arbeitete er in der Geschäftsführung der US-amerikanischen Aluminiumkonzerne Alcoa und Arconic, bis er im Gefolge einer Auseinandersetzung mit dem Großaktionär Elliott Management Corporation, einem von Paul Singer geleiteten Hedgefonds, seinen Posten räumte. Anschließend ging er nach Saudi-Arabien, wo er sich als persönlicher Wirtschaftsberater des saudischen Königshauses betätigt.
2021 gründete Kleinfeld gemeinsam mit Martin Weckwerth und Christoph Zeiss die Special Purpose Acquisition Company (SPAC) Constellation Acquisition Corp 1. Das Unternehmen wurde im Januar 2021 an der NYSE gelistet.
Kleinfeld ist auch Gründer und Eigentümer von „K2 Elevation“, mit dem er in internationale Technologie- und Biotech-Unternehmen investiert. Das Portfolio umfasst unter anderem Unternehmen mit Sitz in Deutschland, Österreich und den USA. Kleinfeld ist Mitglied in den Aufsichtsräten von NEOM, Ferolab und Konux. Er ist Ehren-Senator des Lindau Nobel Laureates Meeting, Trustee des Brooking Institute und Mitglied des Board der Metropolitan Opera, New York.
Kleinfeld ist verheiratet und hat zwei Töchter.

## Geschäftspolitik bei Siemens
Unter der Aufsicht von Kleinfeld erfolgte zum Oktober 2004 die Zusammenlegung der Festnetz- und Mobilfunksparten der Siemens AG zum neuen Geschäftsbereich Communications (Com). Da es auch in der Folge nicht gelang, einen verlustbringenden Teil des Geschäftsbereiches (Siemens Mobile, d. h. Handygeschäft ohne schnurlose Festnetztelefone) aus eigener Kraft zu sanieren, wurde dieser ein Jahr später an das taiwanische Unternehmen BenQ Corporation abgetreten.

### Geschäftsstrategie
In der breit geführten Debatte über Teilverkäufe wurde auch Kritik an Kleinfelds Unternehmensführung geäußert. Kleinfeld habe „das einstige Hightech-Unternehmen zu einem farblosen Produzenten von Anlagegütern verkommen lassen“.

### Führungsstil
Der amerikanisch geprägte Führungsstil brachte Kleinfeld nicht nur erhebliche Kritik durch Arbeitnehmervertreter, Gewerkschafter, Aktionärsvereinigungen und Mitarbeiter ein, er führte auch zunehmend zu Spannungen innerhalb der Unternehmensführung.
Aufsichtsratschef Heinrich von Pierer wird mit den Worten zitiert, Kleinfelds „Hauruck-Management“ überfordere den Konzern, „Parforceritte wie beim Verkauf der Kommunikationssparte“ hätten künftig zu unterbleiben und mit Kleinfelds „Aktionismus“ müsse Schluss sein. Über Auseinandersetzungen innerhalb der Führungsspitze der Siemens AG berichtete das manager magazin in einer Titelgeschichte vom September 2006.

### BenQ-Insolvenz
Anhaltender Kritik und öffentlichem Druck sah sich Kleinfeld ausgesetzt, nachdem die unter seiner Führung an die taiwanische BenQ abgegebene Sparte Mobilkommunikation am 28. September 2006 Insolvenz angemeldet hatte. Kleinfelds Verhalten wurde Gegenstand von Kritik durch Politik, Gewerkschaftsvertreter und Arbeitnehmer.
Obwohl Kleinfeld und die BenQ-Führung versichert hatten, dass die Telefonproduktion in Deutschland mindestens noch fünf Jahre fortgesetzt werden solle, standen wenige Tage nach dem Auslaufen der Beschäftigungszusage rund 3000 Beschäftigte in den deutschen Werken vor dem Verlust ihres Arbeitsplatzes. Es wurde der Verdacht geäußert, dass die Werke in Deutschland ohnehin geschlossen werden sollten, und BenQ nur an den Markenrechten und Patenten von Siemens interessiert war.
Durch einen Gehaltsverzicht Kleinfelds in Höhe von 1,3 Millionen Euro sowie weiterer Vorstandsmitglieder in Höhe von 3,7 Millionen Euro und durch einen Zuschuss der Siemens AG konnte ein Fonds für die BenQ-Mitarbeiter mit Geldern in Höhe von 35 Millionen Euro eingerichtet werden.

### Schmiergeldaffären
Seit Ende 2006 befand sich Siemens im Zentrum einer Schmiergeldaffäre mit einem Umfang von mindestens 1,5 Milliarden Euro. Kurz vor Weihnachten 2006 musste Kleinfeld gegenüber der Financial Times zugeben, bereits seit Ende Januar von den Schmiergeldkonten gewusst zu haben, zudem sei er bereits bei der Durchsuchung von Siemens-Büros Mitte November von einem Zusammenhang ausgegangen. Während Kleinfeld laut Recherchen der Financial Times im Rahmen der staatsanwaltlichen Befragung seine Kenntnis von der Existenz derartiger Transaktionen einräumte, relativierte er diese Aussage später durch die Behauptung, „das Ausmaß der vermutlichen Schmiergeldzahlungen habe er aber nicht geahnt“.
Im Februar 2007 berichten übereinstimmend mehrere Nachrichtenmagazine über eine zweite Schmiergeldaffäre, weshalb auch die Staatsanwaltschaft Nürnberg mit der Durchsuchung von Siemens-Geschäftsräumen und der Beschlagnahme von Belastungsmaterial begonnen hätte.
Am 25. April 2007 teilte Kleinfeld mit, dass er für eine Vertragsverlängerung nicht zur Verfügung stehe, dies aber nichts mit den Schmiergeldaffären zu tun habe. Dagegen hatte der neue Siemens-Aufsichtsratschef Cromme am 26. April laut einem Bericht von Spiegel Online die Trennung von Vorstandschef Kleinfeld erstmals damit begründet, dass die US-Börsenaufsichtsbehörden im Zuge der Schmiergeldaffäre „ernste Bedenken“ geäußert hätten, weshalb eine Vertragsverlängerung nicht erfolgt sei. Zuvor war am 26. April bekannt geworden, dass die Schmiergeldaffäre bei Siemens vermutlich größer als bisher bekannt sein könnte, da die internen Ermittler neue Konten entdeckt hätten, die als Schmiergeldkassen gedient haben könnten; es könne nun um mehr als drei Milliarden Euro an bedenklichen Zahlungen gehen.
Kleinfeld bestreitet jegliche Mitverantwortung für die jahrelange Schmiergeldpraxis im Siemens-Konzern. Siemens dagegen forderte von ihm eine symbolische Schadensersatzzahlung in Höhe von zwei Millionen Euro.

## CEO bei Alcoa und bei Arconic

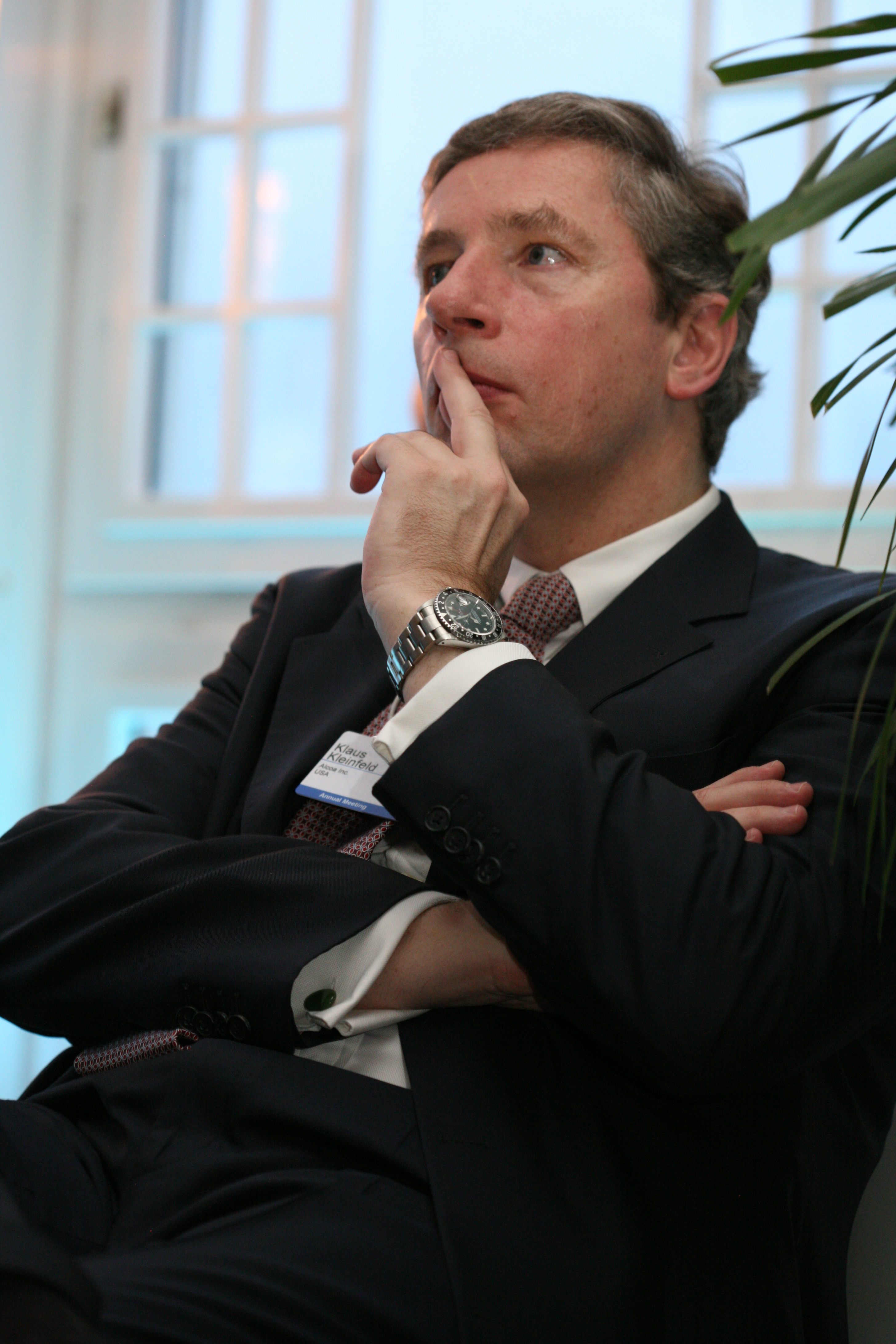
Klaus Kleinfeld, CEO von Alcoa (2008–2016)

Kleinfeld wurde 2007 als Chief Operating Officer (COO) in den Vorstand des amerikanischen Aluminiumkonzerns Alcoa berufen. Seit dem 8. Mai 2008 bekleidete er die beiden Posten des Chairman und des Chief Executive Officer von Alcoa.
Am 1. November 2016 trennte Kleinfeld die Alcoa in zwei getrennt börsennotierte Firmen:
- Die neue „Alcoa Corporation“, geleitet von Roy Harvey, übernahm die Bauxit- und Aluminiumproduktion.
- Die „Arconic Incorporation“, deren Leitung Kleinfeld als CEO und Chairman selbst übernahm, behielt das verarbeitende Gewerbe und einen Großteil der Alcoa-Aktien.

Daraufhin begann der Private-Equity-Investor „Elliott Management Corporation“, der gut 13,2 % der Anteilsscheine der Arconic verwaltet, offen Kritik an Kleinfelds Tätigkeit zu äußern.
In den veröffentlichten Schreiben kritisiert Elliott Kleinfelds mangelhafte „Führungsqualität, Fähigkeit, Entschlossenheit und Persönlichkeit“ („…Mr. Kleinfeld’s leadership skills, ability, dedication and personality…“) und verlangte seine Entlassung.
Im Detail unterstellte der Investor Geschäftsentscheidungen, die in erster Linie Kleinfeld und dem Vorstand, nicht aber dem Unternehmen, seinen Investoren und Mitarbeitern dienten.
Konkret benannte der Elliott unter anderem die geschaffene Organisation innerhalb des Vorstands („staggered board“), Kleinfelds kombinierte CEO- und Chairman-Rolle, seine zahlreichen Vorstandsaktivitäten in anderen Unternehmen, intransparente Regeln über Abstimmungs-Quoren innerhalb des Vorstands und sein der schlechten Unternehmensentwicklung nicht angemessenes Gehalt. Elliott bezeichnete Kleinfelds Geschäftsführung als „Dr. Kleinfeld’s House of Governance Horrors“.
Am 17. April 2017 entließ die Arconic Inc. Klaus Kleinfeld „in gegenseitigem Einverständnis“, nachdem Kleinfeld ein Schreiben an die oben genannte Elliott Management Corporation gerichtet hatte, dessen Inhalt nicht mit seinem Arbeitgeber abgestimmt war.
In diesem Schreiben, dessen Echtheit von Arconic bestätigt wurde, deutet Kleinfeld an, über Informationen aus dem Privatleben des Vorsitzenden der Elliott Management Corporation, Paul Singer, zu verfügen. Das Schreiben, das Elliott ungekürzt am folgenden Tag veröffentlichte, besteht aus Andeutungen über private Aktivitäten Singers rund um einen Besuch in Berlin anlässlich der FIFA-Weltmeisterschaft 2006.
Elliott beantwortete dieses Schreiben mit einer Beschwerde beim Aufsichtsrat der Arconic, in der es als Einschüchterungsversuch bezeichnet wurde, der einem Muster der Rufschädigung folge, das Kleinfeld bereits in seiner Zeit bei Siemens zum Ausschalten unangenehmer Widersacher angewandt habe („concerns […] are not unfounded given Dr. Kleinfeld’s history at Siemens in Germany of trying to tarnish the reputations of those he viewed as opponents.“).

## Projekt Neom/Saudi-Arabien
Kleinfeld war seit Herbst 2017 an der Spitze des Projekts Neom für den Bau einer „Zukunftsstadt“ in Saudi-Arabien zuständig, wo er als persönlicher Berater des Kronprinzen Mohammed bin Salman fungiert. Im August 2018 wurde er zum Chef des Verwaltungsrates von Neom berufen. Für rund 500 Milliarden Dollar soll Kleinfeld im Auftrag bin Salmans in der Wüste auf einem Gelände von der Größe Hessens eine neue Stadt der Superlative bauen.
Nadhmi Al-Nasr wurde ab dem 1. August 2018 sein Nachfolger als neuer Direktor von Neom.

## Verschiedenes
Mitgliedschaften
Kleinfeld war zeitweise Mitglied im Steering Committee der Bilderberg-Konferenz.
Rolex-Armbanduhr
2004 war ein Foto von Kleinfeld veröffentlicht worden, auf dem er am linken Handgelenk eine Rolex-Armbanduhr trug. Anlässlich der Ernennung zum Vorstandsvorsitzenden verbreitete Siemens eine digital bearbeitete Version des Fotos ohne Uhr. Die Retusche wurde in einigen Medien thematisiert.